# Elezioni europee del 1999
Le elezioni europee del 1999 si sono tenute per eleggere tutti e 626 i iscritti della V legislatura del Parlamento europeo, rappresentanti dei cittadini dei 15 stati dell'Unione europea; si sono svolte tra il 10 e il 13 giugno 1999. L'affluenza alle urne è stata generalmente bassa, eccetto che nel Belgio e nel Lussemburgo, dove il voto è obbligatorio e dove le elezioni nazionali si tenevano negli stessi giorni. Quelle del 1999 sono state le prime elezioni in cui Austria, Finlandia e Svezia hanno partecipato insieme agli altri stati membri, avendo acceduto all'UE nel 1995 ed avendo quindi votato separatamente. Le elezioni successive si sono tenute nel 2004.

## Sistema di voto
Non vi fu un sistema di voto unico per tutti gli stati membri ma ognuno di essi adottò un proprio metodo, stabilito con legge nazionale.
Il Regno Unito, il Belgio, l'Irlanda e l'Italia usarono un sistema proporzionale con suddivisione del territorio in circoscrizioni. Tutte le altre nazioni utilizzarono un sistema proporzionale unico nazionale.

### Distribuzione dei seggi
La distribuzione dei 626 seggi venne stabilita in base alla popolazione degli Stati membri:
| Stato       | Seggi |
| ----------- | ----- |
| Germania    | 99    |
| Francia     | 87    |
| Italia      | 87    |
| Regno Unito | 87    |
| Spagna      | 64    |
| Paesi Bassi | 31    |
| Belgio      | 25    |
| Grecia      | 25    |
| Portogallo  | 25    |
| Svezia      | 22    |
| Austria     | 21    |
| Danimarca   | 16    |
| Finlandia   | 16    |
| Irlanda     | 15    |
| Lussemburgo | 6     |
| Totale      | 626   |

## Gruppi politici
| Gruppo                    | Gruppo                                                                    | Ideologia                                  | Capogruppo                              | Seggi |
| ------------------------- | ------------------------------------------------------------------------- | ------------------------------------------ | --------------------------------------- | ----- |
|                           | Gruppo del Partito Popolare Europeo - Democratici Europei (PPE-DE) 1      | Cristianesimo democratico, conservatorismo | Hans-Gert Pöttering                     | 232   |
|                           | Gruppo del Partito del Socialismo Europeo (PSE)                           | Socialdemocrazia                           | Enrique Barón Crespo                    | 180   |
|                           | Gruppo del Partito Europeo dei Liberali, Democratici e Riformatori (ELDR) | Liberali e Liberal Democratici             | Pat Cox                                 | 50    |
|                           | I Verdi/Alleanza Libera Europea (Verdi/ALE)                               | Ambientalismo, federalismo                 | Heidi Hautala, Paul Lannoye             | 48    |
|                           | Sinistra Unitaria Europea/Sinistra Verde Nordica (GUE/NGL)                | Comunismo, ambientalismo                   | Francis Wurtz                           | 42    |
|                           | Unione per l'Europa delle Nazioni (UEN) 1                                 | Conservatorismo nazionale                  | Charles Pasqua                          | 31    |
|                           | Gruppo tecnico dei deputati indipendenti (GTI)                            | -                                          | Gianfranco Dell'Alba, Francesco Speroni | 18    |
|                           | Europa delle Democrazie e delle Diversità (EDD)                           | Euroscetticismo                            | Jens-Peter Bonde                        | 16    |
|                           | Non iscritti (NI) 1                                                       | Indipendenti                               | nessuno                                 | 9     |
| Totale                    | Totale                                                                    | Totale                                     | Totale                                  | 626   |
| Fonte: Parlamento europeo |                                                                           |                                            |                                         |       |

- 1 La fonte sopra citata include nel gruppo UEN i 9 europarlamentari di Alleanza Nazionale - Patto Segni che, tuttavia, il giorno dell'inaugurazione della legislatura (21 luglio 1999), risultavano appartenenti al gruppo dei Non iscritti, salvo aderire al gruppo UEN il giorno successivo (es: Gianfranco Fini[1] e Mariotto Segni[2]). La stessa fonte annovera un seggio in meno al gruppo PPE e un seggio in più al gruppo UEN; di detto seggio non si ha contezza nelle fonti relative ai singoli europarlamentari, alla stregua delle quali il gruppo PPE risulta constare di 233 europarlamentari, il gruppo UEN di 21 (ovvero di 30, se si annoverano i 9 europarlamentari di AN-Patto Segni) e il gruppo dei Non iscritti di 18 (ovvero di 9, se si escludono i 9 europarlamentari predetti).

| Riepilogo dei seggi (+/- elezioni 1994) | Riepilogo dei seggi (+/- elezioni 1994) | Riepilogo dei seggi (+/- elezioni 1994) | Riepilogo dei seggi (+/- elezioni 1994) | Riepilogo dei seggi (+/- elezioni 1994) | Riepilogo dei seggi (+/- elezioni 1994) | Riepilogo dei seggi (+/- elezioni 1994) |
| --------------------------------------- | --------------------------------------- | --------------------------------------- | --------------------------------------- | --------------------------------------- | --------------------------------------- | --------------------------------------- |
|                                         |                                         |                                         |                                         |                                         |                                         |                                         |
| GUE/NGL                                 | 42                                      | ▲ 14                                    |                                         | SOC                                     | 180                                     | ▼ 18                                    |
| Verdi/ALE                               | 48                                      | ▲ 25                                    |                                         | GTI                                     | 18                                      | Nuovo                                   |
| NI                                      | 9                                       | ▼ 18                                    |                                         | ARE                                     | 0                                       | ▼ 19                                    |
| ELDR                                    | 50                                      | ▲ 6                                     |                                         | PPE                                     | 232                                     | ▲ 76                                    |
| UEN                                     | 31                                      | ▼ 22                                    |                                         | EDD                                     | 16                                      | ▼ 3                                     |

## Ripartizione dei seggi
| Stato                   | PPE-DE                                          | SOC              | ELDR        | Verdi-ALE             | GUE/NGL                     | UEN         | EDD               | GTI              | NI-Misto  | Totale |
| ----------------------- | ----------------------------------------------- | ---------------- | ----------- | --------------------- | --------------------------- | ----------- | ----------------- | ---------------- | --------- | ------ |
| Austria (risultati)     | 7 ÖVP                                           | 7 SPÖ            |             | 2 Grünen              |                             |             |                   |                  | 5 FPÖ     | 21     |
| Belgio (risultati)      | 3 CVP 1 PSC 1 CSP 1 MCC                         | 3 PS 2 SP.A      | 3 VLD 2 PRL | 3 Ecolo 2 AGALEV 2 VU |                             |             |                   | 2 VB             |           | 25     |
| Danimarca (risultati)   | 1 KF                                            | 3 S              | 5 V 1 RV    |                       | 1 SF                        | 1 DF        | 3 JB 1 N          |                  |           | 16     |
| Finlandia (risultati)   | 4 KOK 1 SKL                                     | 3 SDP            | 4 KESK 1 SF | 2 Vihr.               | 1 Vasem.                    |             |                   |                  |           | 16     |
| Francia (risultati)     | 9 UDF 6 RPR 5 DL 1 RPR-DL                       | 18 PS 2 PRG 2 MC |             | 9 Verts               | 6 PCF 5 LO-LCR              | 6 RPF 6 MPF | 6 CPNT            | 5 FN             | 1 RPF-MPF | 87     |
| Germania (risultati)    | 43 CDU 10 CSU                                   | 33 SPD           |             | 7 Grüne               | 6 PDS                       |             |                   |                  |           | 99     |
| Grecia (risultati)      | 9 ND                                            | 9 PASOK          |             |                       | 3 KKE 2 DIKKI 2 Synaspismós |             |                   |                  |           | 25     |
| Irlanda (risultati)     | 4 FG 1 Ind.                                     | 1 Lab            | 1 Ind.      | 2 CG                  |                             | 6 FF        |                   |                  |           | 15     |
| Italia (risultati)      | 22 FI 4 PPI 2 CCD 2 CDU 1 UDEUR 1 PP 1 RI 1 SVP | 15 DS 2 SDI      | 6 Dem 1 PRI | 2 FdV                 | 4 PRC 2 PdCI                | 9 AN-PS     |                   | 7 LB 3 LN 1 MSFT | 1 LN      | 87     |
| Lussemburgo (risultati) | 2 CSV                                           | 2 LSAP           | 1 DP        | 1 Gréng               |                             |             |                   |                  |           | 6      |
| Paesi Bassi (risultati) | 9 CDA                                           | 6 PvdA           | 6 VVD 2 D66 | 4 GL                  | 1 SP                        |             | 1 SGP 1 GPV 1 RPF |                  |           | 31     |
| Portogallo (risultati)  | 8 PSD                                           | 12 PS            |             |                       | 2 PCP                       | 2 PP        |                   |                  |           | 25     |
| Regno Unito (risultati) | 36 Cons 1 UUP                                   | 29 Lab 1 SDLP    | 10 LD       | 2 GPEW 2 SNP 2 PC     |                             |             | 3 UKIP            |                  | 1 DUP     | 87     |
| Spagna (risultati)      | 27 PP 1 CiU: UDC                                | 24 PSOE          | 2 CDC 1 CC  | 1 EA 1 PNV 1 PA 1 BNG | 4 IU                        |             |                   |                  | 1 EH      | 64     |
| Svezia (risultati)      | 5 M 2 KD                                        | 6 SAP            | 3 FP 1 C    | 2 MP                  | 3 V                         |             |                   |                  |           | 22     |
| Totale                  | 233                                             | 180              | 50          | 48                    | 42                          | 30          | 16                | 18               | 9         | 626    |

## Esito

### Cristiano-democratici/Conservatori
Il Gruppo del Partito Popolare Europeo - Democratici Europei ebbe un buon risultato, ottenendo 23 seggi in più e nove nel riordinamento dei gruppi, ottenendo un totale di 233 seggi e superando la sinistra, passando al primo posto per numero di membri. Per placare l'euroscetticismo in aumento nel Partito Conservatore del Regno Unito, il gruppo fu ridenominato "PPE-DE" per il nuovo Parlamento, facendo rinascere parzialmente il nome dell'ex partito Democratici Europei, che si era unito al PPE nel 1992.

### Social Democratici
Il Gruppo del Partito del Socialismo Europeo perse 34 seggi scivolando in seconda posizione per consistenza numerica.

### Liberali/Liberal Democratici
Il Gruppo del Partito Europeo dei Liberali, Democratici e Riformatori ottenne un seggio in più delle elezioni precedenti e sette nel riordinamento dei gruppi, ottenendo un totale di 50 seggi e mantenendo la posizione di terzo gruppo maggiore. L'Alleanza Radicale Europea non si ricostituì.

### Verdi - Regionalisti
I verdi e i regionalisti che, in precedenza, avevano rispettivamente dato vita al Gruppo Verde e all'Alleanza Radicale Europea, nel 1999 formarono il gruppo I Verdi/Alleanza Libera Europea, annoverando 48 europarlamentari.

### Comunisti ed estrema sinistra
Il gruppo Sinistra Unitaria Europea/Sinistra Verde Nordica ottenne un seggio in più rispetto alle elezioni precedenti e sette al riordinamento dei gruppi successivo, innalzando i suoi membri da 34 a 42.

### Conservatori nazionali
L'Unione per l'Europa perse 17 seggi. Il gruppo si divise durante il riordinamento dei gruppi, e il Fianna Fáil irlandese e il Centro Democratico Sociale - Partito Popolare portoghese formarono un nuovo gruppo chiamato Unione per l'Europa delle Nazioni. L'UEN iniziò la V legislatura del Parlamento con 31 membri.

### Euroscettici
Gli euroscettici, in precedenza iscritti al gruppo Europa delle Nazioni, nel 1999 costituirono il gruppo Europa delle Democrazie e delle Diversità (EDD), cui si iscrissero 16 europarlamentari.

### Nazionalisti dell'estrema destra
Sia prima che dopo le elezioni non vi era alcun partito esplicitamente di estrema destra; tutti i membri dell'estrema destra eletti sedettero nel gruppo degli Indipendenti.

### Indipendenti
I Non iscritti ottennero un cattivo risultato, perdendo 20 seggi. I membri (due del Belgio, cinque della Francia e undici dell'Italia) cercarono di ottenere i privilegi dei gruppi parlamentari creando anch'essi un gruppo chiamato "Gruppo tecnico dei deputati indipendenti" (abbreviato in TGI). Il tentativo all'inizio ebbe successo ed al gruppo fu permesso di iniziare la quinta legislatura finché la posizione legale non fosse stata accertata. Nel mese di settembre il Comitato degli Affari Costituzionali concluse che il gruppo mancava di una posizione coerente, così il TGI fu sciolto (si è trattato dell'unico gruppo ad essere mai stato sciolto). I membri del TGI tornarono nel gruppo dei Non iscritti, incrementando il loro numero a 27.